# Kidō Senshi Z Gundam: Kōhen Uchū o Kakeru
Kidō Senshi Z Gundam: Kōhen Uchū o Kakeru (機動戦士Ｚガンダム　後編　宇宙を駆ける) est un jeu vidéo du type shoot them up développé et édité par Bandai en septembre 1997 sur Saturn. C'est une adaptation en jeu vidéo de la série basée sur l'anime Mobile Suit Gundam et notamment Mobile Suit Zeta Gundam. C'est le second opus d'une série de deux jeux vidéo,.

## Série
1. Kidō Senshi Z Gundam: Zenpen Zeta no Kodou : 1997, Saturn
2. Kidō Senshi Z Gundam: Kouhen Uchuu wo Kakeru